# Proposizione completiva in greco antico
Nella grammatica del greco antico, vengono definite proposizioni completive (o sostantive o complementari dirette) le subordinate che completano quanto viene espresso dalla proposizione reggente.
Esse svolgono la funzione di soggetto o di complemento oggetto rispetto al predicato della reggente.

## Formazione
Esprimono un concetto che rappresenta un'integrazione necessaria della proposizione reggente, si presentano sia in modo esplicito che implicito. Si ricordano le dichiarative esplicite-implicite, rette dai verba dicendi, sentiendi, putandi, declarandi, da forme impersonali, da un aggettivo neutro o da un sostantivo, accompagnati dal verbo essere. Le esplicite sono introdotte da congiunzioni quali ὅτι, διότι, ὡς, presentano l'indicativo presente o dei tempi storici, per indicare l'irrealtà l'ottativo potenziale. Le implicite invece mostrano l'infinito, solitamente il soggetto è sottinteso, se il soggetto è diverso da quello della reggente, allora sarà un accusativo. Dai verbi che esprimono percezione, la forma è implicita e viene usato il participio predicativo. Anche le proposizioni volitive e lo iussivo si costruiscono con l'accusativo e l'infinito.
- Proposizioni completive: quelle rette dai verba sperandi, iurandi, minandi hanno l'infinito al futuro, ma anche presente o aoristo; le volitive ed esortative rette dai verba timendi sono introdotte da μή e presentano il congiuntivo o l'ottativo obliquo in dipendenza da tempi storici. Raramente si incontrano l'indicativo presente, perfetto, aoristo. Le "completive volitive" rette dai verba impediendi e recusandi presentano il modo infinito e sono introdotte da μή, la costruzione è molto simile alle volitive rette dai verba timendi. Le completive "finali-volitive" sono rette dai verba curandi, sono introdotte da ὅπως, col congiuntivo oppure l'ottativo obliquo dipendente da tempi storici; in forma implicita possono avere l'accusativo o l'infinito. Infine le proposizioni rette dai verba affectuum possono presentarsi esplicite introdotte da ὡς oppure ὅτι con l'indicativo o l'ottativo obliquo in dipendenza da tempi storici, oppure sono implicite con l'accusativo e l'infinito, o col participio predicativo.
  - Completive volitive: se implicite si formano con l'accusativo + infinito, se in forma esplicita si realizzano con congiunzioni subordinanti e modi finiti; dipendono dai verbi di convenienza, dovere, necessità, poi verbi di volontà, esortazione, preghiera, ordine, impedimento, dai verba timendi - curandi - cavendi.
  - Verbi di convenienza: di norma sono espressioni impersonali, coniugate alla III persona singolare: δεῖ (conviene), χρή (è necessario che), ἀνάγκη ἐστί (è giusto che) + infinito; il loro valore è quello di una proposizione soggettiva enunciativa.
  - Verba voluntatis: la completiva volitiva si costruisce con questi verbi di volontà come βούλομαι, παραινέω, δέομαι, συμβουλεύω, δίδωμι + infinito, oppure con l'accusativo dopo il verbo all'indicativo + infinito.
  - Verba impediendi: i verbi dell'impedimento, come ἀπαγορεύω, ἐμποδίζω, ἐμποδὼν γίγνομαι; quando la proposizione reggente è affermativa, per la completiva si usa la negazione μή + infinito, e quando è negativa si usa μή οὐ + infinito.
  - Verba timendi: i verbi di timore come δείδω, φοβέομαι, προμηθέομαι, e si costruiscono con proposizione introdotte da μή se si teme che accada qualcosa di non voluto, o da μή οὐ se si teme che non accada qualcosa di voluto. I modi utilizzati in dipendenza da verbi di timore sono il congiuntivo che è in dipendenza da tempi principali e storici, poi l'ottativo in dipendenza solo da tempi storici, e indicativo futuro quando è introdotto da ὅπως e ὅπως μή
  - Verba curandi: verbi del prendersi cura, del preoccuparsi di, di adoperarsi per qualcosa o qualcuno: ἐπιμελέομαι, φροντίζω, σκοπέω, σπουδάζω. Questi verbi per la costruzione, sono accompagnati da preposto ὅπως seguiti dall'indicativo futuro o dal congiuntivo, oppure con l'ottativo in presenza di tempi storici.